# Виконт Пауэрскорт

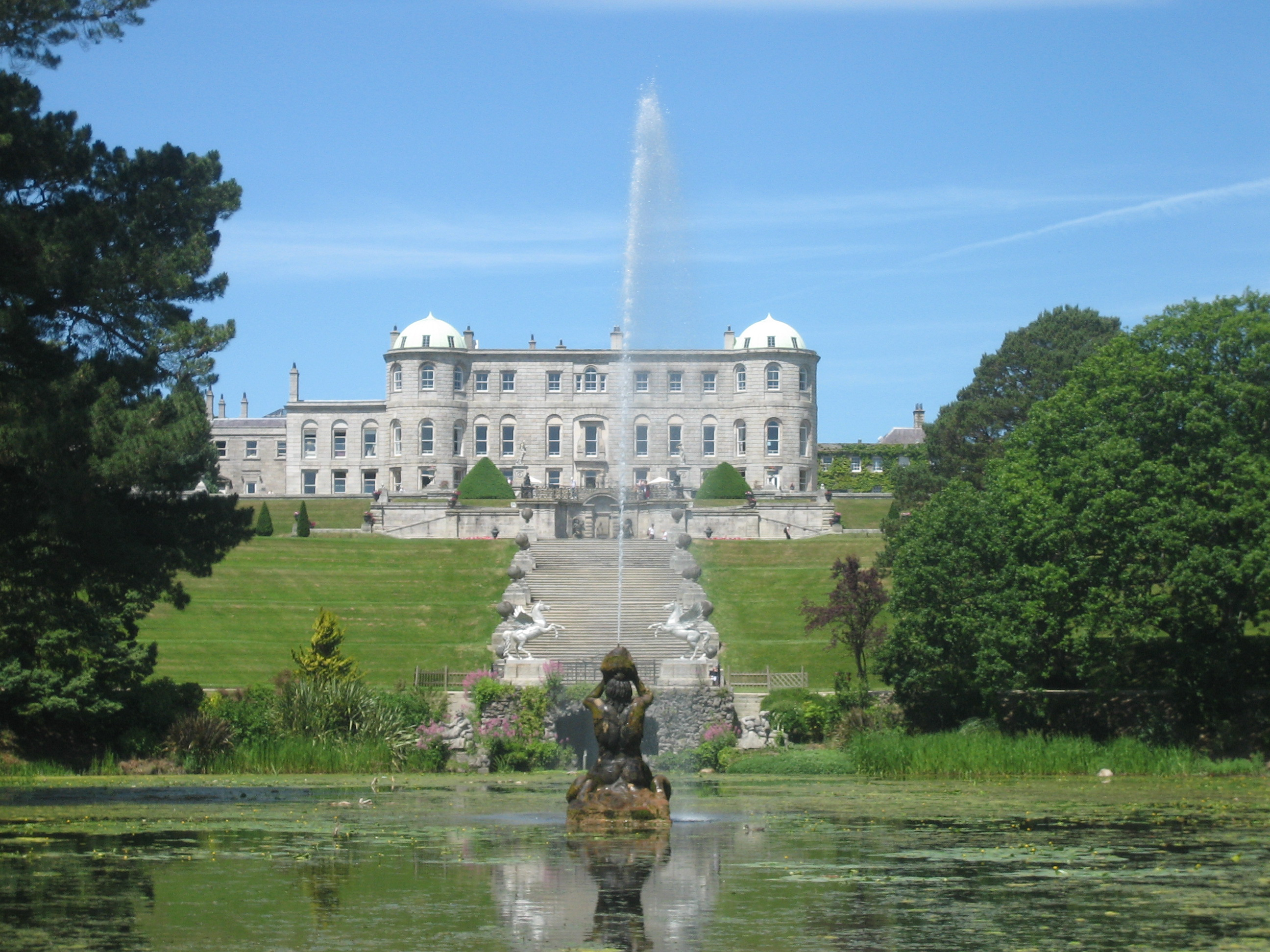
Пауэрскорт-хаус, бывшая резиденция виконтов Пауэрскорт

Виконт Пауэрскорт (англ. Viscount Powerscourt) — аристократический титул в системе Пэрства Ирландии, созданный три раза для членов семьи Уингфилд.

## История
Впервые титул был создан 19 февраля 1618 года для ирландского военного и администратора Ричарда Уингфилда (1550—1634). В 1608 году он разгромил восставших ирландцев под руководством Кахира О’Доэрти в битве при Килмакренан. В 1609 году Ричард Уингфилд получил в награду поместье Пауэрскорт в графстве Уиклоу. В 1613—1615 годах он заседал в Ирландской палате общин от Даунпатрика. В 1634 году после его смерти титул виконта Пауэрскорта прервался.
22 февраля 1665 года титул виконта Пауэрскорта был вторично создан для Фоллиотта Уингфилда (1642—1717). Он был потомком Джорджа Уингфилда, дяди 1-го виконта креации 1618 года. Тем не менее, после смерти в 1717 году Фоллиотта Уингфилда титул вновь угас.

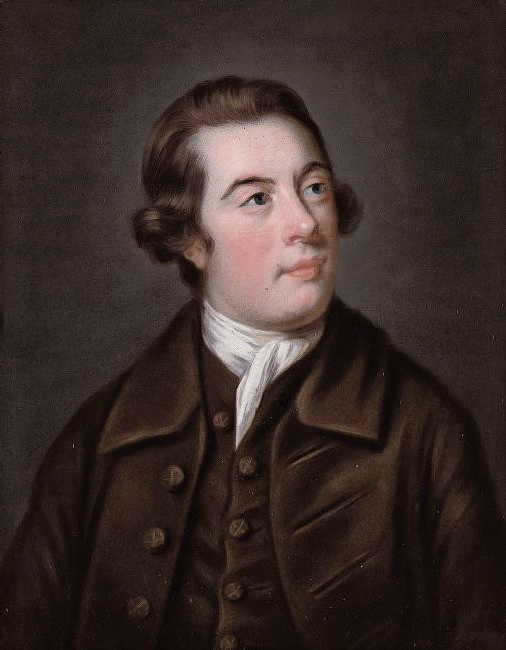
Эдвард Уингфилд, 2-й виконт Пауэрскорт (1729—1764)

В третий раз титул виконта Пауэрскорта был создан 4 февраля 1744 года для Ричарда Уингфилда (1697—1751) вместе с титулом барона Уингфилда из Уингфилда в графстве Уэксфорд. Он был внуком Льюиса Уингфилда, дядя первого виконта креации 1665 года. Ричард Уингфилд ранее представлял Бойл в Ирландской палате общин. Его старший сын, Эдвард Уингфилд, 2-й виконт Пауэрскорт (1729—1764), представлял Стокбридж в британской Палате общин (1756—1761). Ему наследовал его младший брат, Ричард Уингфилд, 3-й виконт (1730—1788), который был женат на представительнице древнего рода Стратфорд. Его внук, Ричард Уингфилд, 5-й виконт Пауэрскорт (1790—1823), заседал в Палате лордов Великобритании в качестве избранного ирландского пэра-представителя (1821—1823). Его сын, Ричард Уингфилд, 6-й виконт Пауэрскорт (1815—1844), был депутатом Палаты общин от Бата (1837—1841). После его смерти титул перешел к его сыну, Мервину Уингфилду, 7-му виконту (1836—1904), который был ирландским пэром-представителем в Палате лордов (1865—1885). В 1885 году для него был создан титул барона Пауэрскорта из Пауэрскорта в графстве Уиклоу (Пэрство Соединённого королевства). Этот титул предоставил ему и его потомкам автоматическое место в Палате лордов Великобритании до принятия Палатой лордов акта о пэрах в 1999 году. Его сын, Мервин Ричард Уингфилд, 8-й виконт (1880—1947), занимал пост лорда-лейтенанта графства Уиклоу (1910—1922) и был членом Сената Южной Ирландии.
По состоянию на 2024 год, носителем титула является его правнук, Мервин Энтони Уингфилд, 11-й виконт Пауэрскорт (род. 1963), который сменил своего отца в июле 2015 года.
Бывшая семейная резиденция — Пауэрскорт-хаус в окрестностях Эннискерри в графстве Уиклоу.

## Виконты Пауэрскорт, первая креация (1618)
- 1618—1634: Ричард Уингфилд, 1-й виконт Пауэрскорт (1550 — 9 сентября 1634), сын Ричарда Уингфилда, губернатора Портсмута, и Кристиан Фицуильям, внук Льюиса Уингфилда.

## Виконты Пауэрскорт, вторая креация (1665)
- 1665—1717: Фоллиотт Уингфилд, 1-й виконт Пауэрскорт (2 ноября 1642 — 17 февраля 1717), единственный сын Ричарда Уингфилда и внук сэра Эдварда Уингфилда (ум. 1638)

## Виконты Пауэрскорт, третья креация (1744)
- 1744—1751: Ричард Уингфилд, 1-й виконт Пауэрскорт (1697 — 21 октября 1751), единственный сын Эдварда Уингфилда (ум. 1728);
- 1751—1764: Эдвард Уингфилд, 2-й виконт Пауэрскорт (23 октября 1729 — 6 мая 1764), старший сын предыдущего;
- 1764—1788: Ричард Уингфилд, 3-й виконт Пауэрскорт (1730 — 8 августа 1788), младший брат предыдущего;
- 1788—1809: Ричард Уингфилд, 4-й виконт Пауэрскорт (29 октября 1762 — 19 июля 1809), старший сын предыдущего;
- 1809—1823: Ричард Уингфилд, 5-й виконт Пауэрскорт (11 сентября 1790 — 9 августа 1823), старший сын предыдущего от первого брака;
- 1823—1844: Ричард Уингфилд, 6-й виконт Пауэрскорт (18 января 1815 — 11 августа 1844), единственный сын предыдущего;
- 1844—1904: Мервин Уингфилд, 7-й виконт Пауэрскорт (13 октября 1836 — 5 июня 1904), старший сын предыдущего;
- 1904—1947: Мервин Ричард Уингфилд, 8-й виконт Пауэрскорт (16 июля 1880 — 21 марта 1947), старший сын предыдущего;
- 1947—1973: Мервин Патрик Уингфилд, 9-й виконт Пауэрскорт (22 августа 1905 — 3 апреля 1973), старший сын предыдущего;
- 1973—2015: Мервин Найл Уингфилд, 10-й виконт Пауэрскорт (3 сентября 1935 — 25 июля 2015), старший сын предыдущего;
- 2015 — настоящее время: Мервин Энтони Уингфилд, 11-й виконт Пауэрскорт (род. 21 августа 1963), единственный сын предыдущего.

## В художественной литературе
Лорд Френсис Пауэрскорт, вымышленный персонаж, ирландский пэр, военный разведчик и детектив — главный герой серии из 15 романов английского писателя Дэвида Дикинсона (David Dickinson), шесть из которых («Спи, милый принц», «Банк хранящий смерть», «Покушение на шедевр», «Ад в тихой обители», «Смерть в адвокатской мантии» и «Смерть на Невском проспекте») переведены на русский язык.